# Agrilinus sordidus
Espèce
Agrilinus sordidus (ou Aphodius sordidus) est une espèce d'insectes de l'ordre des coléoptères, de la famille des Scarabaeidae, de la sous-famille des Aphodiinae, du genre Agrilinus.

## Répartition et habitat

### Répartition
On le trouve en France par exemple dans le Nord-Pas-de-Calais

## Systématique
L'espèce Agrilinus sordidus a été décrite par l'entomologiste danois Johan Christian Fabricius en 1775. 

## Synonymie
Selon BioLib (11 août 2014) : 
- Aphodius sordidus (Fabricius, 1775)
- Bodilopsis sordida (Fabricius, 1775)
- Bodilus sordidus